# Philippe Pradayrol
Philippe Pradayrol, né le 16 juin 1966 en Avignon et mort le 8 décembre 1993 dans les Bouches-du-Rhône, est un judoka français.

## Biographie
Dans la catégorie des moins de 60 kg, il est sacré champion d'Europe junior en 1986, médaillé de bronze aux Mondiaux militaires de 1987, champion de France 1988 et 1989, médaillé de bronze aux Championnats d'Europe de judo 1989 et aux Mondiaux militaires de 1989, champion d'Europe de judo en 1990 et 1991, médaillé de bronze aux Championnats du monde 1991, et vice-champion d'Europe en 1992.
Il remporte également aux Championnats d'Europe par équipes de judo la médaille d'or en 1988 et la médaille d'argent en 1989 et en 1990.
Il dispute aussi les Jeux olympiques d'été de 1992 ; il prend alors une honorable cinquième place.
Il meurt le 8 décembre 1993 à l'âge de 27 ans à la suite d'un accident de la route survenu entre Saint-Rémy-de-Provence et Saint-Étienne-du-Grès. Il est alors le conjoint de la judokate Bénédicte Nardou.